# Dhiyab bin Isa Al Nahyan
Dhiyab bin Isa Al Nahyan (in arabo ذياب بن عيسى آل نهيان‎?; 1693 – 1793) è stato sceicco di Banu Yas dal 1761 al 1793 e fondatore della dinastia Al Bu Falah, che governa ancora Abu Dhabi, la capitale degli Emirati Arabi Uniti.

## Biografia
Dhiyab bin Isa, capo della confederazione tribale Banu Yas, nel 1761 organizzò una partita di caccia alla gazzella dall'oasi di Liwa a un'isola salmastra. La gazzella divenne il simbolo di Abu Dhabi e da essa perse il nome (Abu Dhabi significa letteralmente "padre della gazzella"). Nel 1793, Dhiyab ordinò a suo figlio Shakhbut di trasferirsi sull'isola. Egli lo fece e costruì un villaggio di circa 20 case e un forte. L'abitato si espanse rapidamente, e in due anni si arrivò a contare circa 400 abitazioni. Divenne rapidamente la capitale dei Banu Yas.
Nel 1793 Dhiyab visitò Abu Dhabi per incontrare i membri di un ramo di Al Bu Falah guidato da suo cugino Hazza per invitarli a smettere di causare guai con una tribù vicina. Hazza, che al momento si trovava in Bahrein, tornò e uccise Dhiyab durante un litigio. Gli anziani di Banu Yas sostennero il figlio di Dhiyab, Shakhbut, e Hazza andò in esilio dopo che i suoi sostenitori furono sconfitti. Fu quindi Shakhbut a divenire il nuovo sceicco.